# Thomas Lewknor
Sir Thomas Lewknor of Trotton  (auch Lewkenor, * um 1445; † 1484) war ein englischer Ritter.

## Leben
Sir Thomas Lewknor war ein Sohn von Sir Roger Lewknor und Eleanor, eine Enkelin von Thomas de Camoys, 1. Baron Camoys.
Sir Thomas diente als Sheriff in den Grafschaften Surrey und Sussex 1473–74 und als Knight of the Shire vertrat er Sussex im House of Commons.
Lewknor gehörte als Knight of the Body zum engeren Umfeld im Haushalt des Königs Eduard IV.
Thomas Lewknor wurde im Rahmen der Krönungsfeierlichkeiten durch Richard III. zum Knight of the Bath geschlagen.
Sir Thomas gehörte aber zu den treuen Anhängern Eduard IV., die gegen Richard III. im Herbst 1483 rebellierten und er war maßgeblich für die Aufstände in Surrey und Kent mitverantwortlich.
Bodiam Castle, dessen Besitzer und Constable Lewknor war, bildete einen Rückzugsort für Lewknor und andere Rebellen, die sich dort verschanzten. Anfang 1484 wurde ein Kopfgeld auf Sir Thomas und andere Rädelsführer von 300 Mark bzw. 10 £ ausgesetzt und der König beauftragte Sir Richard Lewknor, ein Onkel von Sir Thomas, und andere Bodiam Castle zu belagern und einzunehmen. Die Belagerten übergaben die Burg und eine Bill of Attainder wurde über Sir Thomas verhängt, wodurch er alle seine Rechte und Besitztümer verlor.
Im Frühjahr 1484 erhielt Sir Thomas Pardon mit der Auflage zur Zahlung von 1000 Mark im Falle eines erneuten Fehlverhaltens und Sir Thomas musste in einer Art Hausarrest im Haushalt seines Schwagers, Sir John Wood, der das Amt des Lord High Treasurer innehatte, leben.
Laut einigen Quellen starb Sir Thomas im Sommer 1484, andere berichten, dass er im August 1485 für Henry Tudor bei der Schlacht von Bosworth kämpfte.

## Ehe und Nachkommen
Sir Thomas war mit Catherine Pelham, eine Tochter des John Pelham, verheiratet Mit ihr hatte er mindestens drei Kinder:
- Roger Lewknor;[1][12]
- Catherine Lewknor ⚭ Richard Knatchbull;[1]
- Sybyl Lewknor ⚭ Sir William Scott.[1]